# Mezoregion Metropolitana de São Paulo

Mezoregion Metropolitana de São Paulo

Mezoregion Metropolitana de São Paulo – mezoregion w brazylijskim stanie São Paulo, skupia 45 gmin zgrupowanych w siedmiu mikroregionach. Liczy 9.313,9 km² powierzchni.

## Mikroregiony
- Franco da Rocha
- Guarulhos
- Itapecerica da Serra
- Mogi das Cruzes
- Osasco
- Santos
- São Paulo